# Leptarthrus hottentottus
Leptarthrus hottentottus är en tvåvingeart som först beskrevs av Fabricius 1794.  Leptarthrus hottentottus ingår i släktet Leptarthrus och familjen rovflugor.
Artens utbredningsområde är Tyskland. Inga underarter finns listade i Catalogue of Life.